# (50412) Ewen
(50412) Ewen es un asteroide del cinturón principal descubierto el 26 de febrero de 2000 por William Kwong Yu Yeung desde el observatorio de Rock Finder en Canadá. Está nombrado en honor del astrónomo aficionado canadiense Harry Ewen.